# Хлебно дърво
Хлебно дърво (Artocarpus) е род покритосеменни растения от семейство Черничеви (Moraceae).
Подобни на тези растения са били широко разпространени още през периода креда, но настоящите вероятно произлизат от по-късен вид от околностите на остров Борнео. Били са познати на полинезийците и южноазиатците, преди откриването на земите им от европейските пътешественици, сред които основна заслуга за опознаването им извън родината им имат Джеймс Кук и ботаниците Форстър (баща и син - наименовали рода Artocarpus) - с него на кораба "Резолюшън" по време на неговата втора голяма експедиция, в района на Тихия океан.
Към рода се отнасят около 60 вида вечнозелени топлолюбиви тропически тропически растения - дървета и храсти. Някои от тях имат ядливи - в суров вид и сготвени - плодове (с вкус, сходен с този на плодовете дуриан, но с много по-приятна миризма): истинско хлебно дърво (Artocarpus altilis), кемпедак (Artocarpus integer), джакфрут (Artocarpus heterophyllus), куай мук (Artocarpus parvus), лакуча (Artocarpus lakoocha), пудау (Artocarpus kemando),  джънгъл джак, наричан и анжили (Anjili/ Anjily - Artocarpus hirsutus), чаплеш (Chaplaish - Artocarpus chama), и маранг/тарап (Artocarpus odoratissimus). Те се култивират за храна, предимно в Югоизточна Азия (вкл. Папуа-Нова Гвинея) и в Океания. Има различни други видове, чиито плодове са ядливи, но се отглеждат по-рядко и основно на местно ниво. В страни с по-студен климат могат да се отглеждат в оранжерии, но въобще по-ниски от обичайното (което понякога е и до 35 м.) Ядливи са също така и семената на някои от видовете хлебни дървета, но едва след задължителна термична обработка (варене или печене).
Растението е еднодомно (на едно дърво има и мъжки и женски цветове) и всяко може да дава плодове и само. Цветчета му са дребни и образуват съцветия, които преминават след опрашването в съплодия (изглеждащи като голям плод). Семената могат да се засаждат.
Различни части на някои от хлебните дървета се ползват в народната медицина на Югоизточна Азия. Латексът на хлебните дървета също има широка гама на потребление в Югоизточна Азия, в някои случаи - и като храна (поначало подобни субстанции не са силно отровни, но рядко са годни за директна консумация от хора), но най-вече в бита - за добив на лепила и оцветители, понякога - и на лекарства.
За ценна се смята и дървесината на някои видове хлебни дървета, включително тази на Artocarpus hirsutus, който вид се отглежда и заради плодовете; в това отношение пример е също и дървото келеданг (Artocarpus lanceifolius), разпространено на остров Калимантан.

## Видове
- Artocarpus altilis
- Artocarpus blancoi
- Artocarpus camansi
- Artocarpus chaplasha
- Artocarpus communis
- Artocarpus elasticus
- Artocarpus heterophyllus
- Artocarpus hirsutus
- Artocarpus hypargyreus
- Artocarpus integer
- Artocarpus lingnanensis
- Artocarpus mariannensis
- Artocarpus nitidus
- Artocarpus nobilis
- Artocarpus odoratissimus
- Artocarpus rigidus
- Artocarpus rubrovenus
- Artocarpus tamaran
- Artocarpus treculianus